# Françoise Mailliard
Françoise Mailliard (Orleans, 18 de diciembre de 1929-Val-d'Isère, 7 de junio de 2017) fue una deportista francesa que compitió en esgrima, especialista en la modalidad de florete. Ganó seis medallas en el Campeonato Mundial de Esgrima entre los años 1952 y 1958.

## Palmarés internacional
| Campeonato Mundial | Campeonato Mundial          | Campeonato Mundial | Campeonato Mundial  |
| Año                | Lugar                       | Medalla            | Prueba              |
| ------------------ | --------------------------- | ------------------ | ------------------- |
| 1952               | Copenhague (Dinamarca)      | Medalla de plata   | Florete por equipos |
| 1953               | Bruselas (Bélgica)          | Medalla de plata   | Florete por equipos |
| 1954               | Luxemburgo (Luxemburgo)     | Medalla de bronce  | Florete por equipos |
| 1955               | Roma (Italia)               | Medalla de plata   | Florete por equipos |
| 1956               | Londres (Reino Unido)       | Medalla de plata   | Florete por equipos |
| 1958               | Filadelfia (Estados Unidos) | Medalla de bronce  | Florete por equipos |